# J. I. Packer
James Innell Packer (Gloucester, 22 de julho de 1926 - Vancouver, 17 de julho de 2020), geralmente citado como J. I. Packer, ou simplesmente "Packer", foi um teólogo protestante, exímio exegeta, clérigo e escritor das tradições anglicana e calvinista, sendo identificando com a linha Low Church. É canadense, mas nascido na Inglaterra. 
É uma das maiores autoridades protestantes calvinistas do mundo, reconhecido, especialmente, no Brasil, onde suas obras literárias têm servido de base para o ensino bíblico em igrejas como a Igreja Presbiteriana do Brasil, no âmbito de suas filiais, conforme a autonomia de cada filial. Packer foi um dos principais signatários da Declaração de Chicago sobre a Inerrância Bíblica (1978), um documento que reuniu outras grandes autoridades, como Robert Charles Sproul.
Seu último cargo de magistério foi como professor de teologia no Conselho de Governadores do Regent College, em Vancouver, Colúmbia Britânica, onde atuou de 1966 até 2016, quando necessitou aposentar-se devido a problemas na visão. Ele é considerado um dos evangélicos mais influentes da América do Norte. Ele tinha sido o teólogo emérito da Igreja Anglicana na América do Norte desde a sua fundação, em 2009. Packer morreu em 17 de julho de 2020,  aos 93 anos de idade.

## Biografia
Packer nasceu em 22 de julho de 1926 em Twyning , Gloucestershire, Inglaterra, filho de James e Dorothy Packer. Sua irmã mais nova, chamada Margaret, nasceu em 1929. Seu pai era funcionário da Great Western Railway, e sua família de classe média baixa era apenas nominalmente Anglicanismo, frequentando a igreja local de Santa Catarina. Quando ele tinha 7 anos, Packer sofreu um grave ferimento na cabeça em uma colisão com uma van de pão, o que o levou a não ser capaz de praticar esportes, por isso ficou interessado em ler uma escrita. Aos 11 anos de idade, Packer foi presenteado com uma velha máquina de escrever Oliver. Ele passou a amar as máquinas de escrever pelo resto da vida. Em 1937, Packer foi para a Escola Cripta , onde se especializou nos clássicos . Aos 14 anos, ele foi confirmado na igreja de Santa Catarina.
Ele ganhou uma bolsa de estudos na Universidade de Oxford, onde estudou no Corpus Christi College, obtendo seu diploma de Bacharel em Artes em 1948. Em uma reunião de 1944 da União Cristã Inter-Colegiada de Oxford (OICCU), Packer dedicou sua vida a Christian serviço. Foi durante esse período que Packer ficou exposto aos puritanos pela biblioteca da OICCU, que foi uma influência que ele carregou pelo resto de sua vida. Ele também ouviu pela primeira vez palestras de C. S. Lewis, em Oxford, cujos ensinamentos (embora ele nunca conhecesse Lewis pessoalmente) se tornariam uma grande influência em sua vida.
Depois da faculdade, ele passou um breve período ensinando grego e latim no Oak Hill College, em Londres. Durante esse ano letivo de 1949–1950, ele esteve sob os ensinamentos de Martyn Lloyd-Jones na Westminster Chapel , que também teria uma grande influência em seu pensamento e com quem conheceria e interagiria mais tarde. Em 1949, Packer voltou a Wycliffe Hall, Oxford em 1949 para estudar teologia. Ele obteve seu diploma de Mestre em Artes em 1954 e Doutor em Filosofia em 1954. Ele escreveu sua dissertação sob Geoffrey Nuttall.sobre a Soteriologia do puritano Richard Baxter. Ele foi ordenado um diácono em 1952 e sacerdote em 1953 na Igreja da Inglaterra, no qual ele foi associado com o movimento evangélico. Ele atuou como curador assistente de Harborne Heath, em Birmingham, de 1952 a 1954. Em 1954, Packer casou-se com Kit Mullet e eles tiveram três filhos, Ruth, Naomi e Martin.
Em 1955, sua família se mudou para Bristol, e Packer lecionou em Tyndale Hall, Bristol, de 1955 a 1961. Packer escreveu um artigo denunciando a teologia de Keswick como pelagiana no Evangelical Quarterly . Segundo o biógrafoAlister McGrath, é amplamente aceito que sua crítica "marcou o fim do domínio da abordagem de Keswick entre os evangélicos mais jovens". Foi também durante esse período que ele publicou seu primeiro livro, Fundamentalism and the Word of God (1958), uma defesa da autoridade da Bíblia, que vendeu 20.000 naquele ano e está impressa desde então. Packer voltou para Oxford em 1961, onde atuou como bibliotecário da Latimer House em Oxford entre 1961-1962 e Warden de 1962-1969, um centro de pesquisa evangélica que ele fundou com John Stott . Em 1970, ele se tornou diretor de Tyndale Hall, Bristol, e de 1971 até 1979 foi diretor associado do recém-formado Trinity College, Bristol , formado a partir da fusão de Tyndale Hall com Clifton College. e Dalton House-St Michael. Ele se tornou editor do Evangelical Quarterly na década de 1960 e, finalmente, publicou uma série de artigos que escreveu na revista em um livro, Conhecendo Deus . O livro, publicado pela Hodder & Stoughton na Grã-Bretanha e pela InterVarsity Press nos Estados Unidos em 1973, tornou-se um best-seller de fama internacional e vendeu mais de 1,5 milhão de cópias. Em 1977, ele assinou a Declaração de Chicago sobre Inerrância Bíblica .
Em 1979, um dos amigos de Packer em Oxford o convenceu a ensinar no Regent College, em Vancouver, sendo finalmente nomeado o primeiro professor de Teologia Sangwoo Youtong Chee, um título que ele possuía até ser nomeado professor de Teologia do Conselho de Governadores do Regent College em 1996 . no regent ele ensinou muitas classes, incluindo a Teologia sistemática e os puritanos.
Ele foi um escritor prolífico e palestrante frequente, e colaborador frequente e editor executivo do Christianity Today. Packer serviu como editor geral da Versão padrão inglesa (ESV), uma tradução evangélica baseada na Versão Padrão Revisada da Bíblia e editor teológico da Bíblia de Estudo ESV .
Packer estava associado à Igreja Anglicana de St. John's Vancouver, que em fevereiro de 2008 votou em cisma da Igreja Anglicana do Canadá sobre a questão das bênçãos do mesmo sexo . St. John's ingressou na Rede Anglicana no Canadá (ANiC). Packer, em 23 de abril, entregou sua licença do bispo de New Westminster . (ANiC finalmente co-fundou e ingressou na Igreja Anglicana na América do Norte em 2009.)  Em dezembro de 2008, Packer foi nomeado um Canon Clerical honorário da Catedral de Santo André em Sydneyem reconhecimento ao seu longo e distinto ministério como um fiel professor de Teologia bíblica.
Packer era o teólogo emérito da Igreja Anglicana na América do Norte (ACNA) desde a sua criação em 2009, sendo um dos nove membros da força-tarefa que foi o autor de uma base de ensaios Texts for Common Prayer , lançada em 2013, e editora geral. da força-tarefa que escreveu para uso em teste Para ser cristão: um catecismo anglicano , aprovado em 8 de janeiro de 2014 pelo Colégio de Bispos da igreja. Ele foi premiado com a Cruz de São Cuthbert na Assembléia Provincial da ACNA em 27 de junho de 2014, aposentando o arcebispo Robert Duncan por sua "contribuição incomparável ao cristianismo anglicano e global".
Em 2016, a visão de Packer se deteriorou devido à degeneração macular a um ponto em que ele não sabia mais ler nem escrever, consequentemente concluindo seu ministério público.
Packer morreu em 17 de julho de 2020, aos 93 anos.

## Visões teológicas

### Inerrância
Ele assinou a Declaração de Chicago sobre Inerrância Bíblica, afirmando a posição evangélica conservadora sobre a Inerrância bíblica.

### Papéis de gênero
Packer era complementar e atuou no conselho consultivo do Conselho de Masculinidade Bíblica e Feminilidade . Assim, ele subscreveu uma visão dos papéis de gênero, de modo que o marido deveria liderar, proteger e sustentar amorosamente a esposa e que a esposa afirmasse com alegria e se submetesse à liderança do marido. Os complementaristas também acreditam que a Bíblia ensina que os homens devem ter a responsabilidade primária de liderar a igreja e que, como tal, somente os homens devem ser anciãos. Em 1991, Packer expôs suas razões para isso em um artigo influente, ainda que controverso, chamado "Vamos parar de fazer mulheres presbíteras".

### Calvinismo
Packer manteve a posição soteriológica conhecida como calvinismo .

### Evolução
Em 2008, Packer escreveu um endosso para um livro chamado Criação ou Evolução: Precisamos Escolher? por Denis Alexander . O livro defende a evolução teísta e é crítico do Design inteligente. Packer disse sobre o livro: "Certamente, o tratamento mais bem informado, mais claro e criterioso da questão em seu título, que você pode encontrar em qualquer lugar hoje". Talvez isso revele a posição de Packer no debate sobre evolução / design inteligente.
No entanto, ele também expressou cautela sobre se a teoria da evolução é realmente verdadeira ", é apenas uma hipótese ... é apenas um palpite ... assim como a ciência, em termos de filosofia da ciência ... a evolução não é de forma alguma comprovada e como um palpite. é muito estranho e contrário a todas as analogias ... "Ele também disse:" as narrativas bíblicas da criação ... obviamente não dizem nada que tenha um sentido ou outro sobre a questão de saber se a hipótese evolutiva pode ser verdadeira ou não ... "
As informações mais recentes sobre a posição de Packer sobre a evolução vêm de seu prefácio a Reclaiming Genesis, de Melvin Tinker. Reclaiming Genesis é um livro de 'pró-evolução', com o subtítulo "O Teatro da Glória de Deus - ou uma história científica?", No qual Packer escreve: "Melvin Tinker está totalmente em sintonia nesta série animada e animadora de exposições. Seu livro é sábio, popular e poderoso. Eu o recomendo de todo o coração. "

### Ecumenismo
Nos últimos anos, ele apoiou o movimento ecumênico , que recebeu críticas de outros evangélicos. Especificamente, o envolvimento de Packer no livro Evangélicos e Católicos Juntos: Rumo a uma Missão Comum (ECT) foi fortemente criticado. Ele defendeu a ECT argumentando que os crentes deveriam deixar de lado as diferenças denominacionais para ganhar os convertidos ao cristianismo.
Packer assumiu o lado do ecumenismo evangélico em oposição a Martyn Lloyd-Jones em 1966, depois foi co-autor de um trabalho com dois anglo-católicos em 1970 ( Growing into Union ), que muitos evangélicos sentiram ter concedido muito terreno bíblico sobre questões doutrinárias críticas. A publicação desse trabalho levou à ruptura formal entre Lloyd-Jones e Packer, encerrando as Conferências Puritanas.

## Obras
- Fundamentalismo e a Palavra de Deus (1958; reimpresso 1984) ISBN  0-8028-1147-7
- Evangelism and the Sovereignty of God (1961 pela Inter-Varsity Fellowship) (reimpresso em 1991) ISBN 0-8308-1339-X
- A Compreensão de Nosso Senhor da Lei de Deus (1962)
- A Igreja da Inglaterra e a Igreja Metodista: Dez ensaios (1963)
- Deus fala ao homem: Revelação e a Bíblia (1965)
- A Adoração de Amanhã (1966)
- Diretrizes: Evangélicos Anglicanos Enfrentam o Futuro (1967)
- O que a cruz alcançou? A Lógica da Substituição Penal (1973)
- Conhecendo Deus (1973, reimpresso 1993) ISBN 0-8308-1650-X
- Eu Quero Ser Cristão (1977) ISBN 978-0-8423-1842-6
- Os Dez Mandamentos (1977) ISBN 978-0-8423-7004-2
- O problema da identidade evangélica anglicana: uma análise (1978) ISBN 978-0-946307-00-5
- The New Man (1978) ISBN 978-0-8028-1768-6
- Pelo bem do homem! (1978) ISBN 978-0-85364-217-6
- Conhecendo o Homem (1979)
- Deus falou ( ISBN ) 978-0-87784-656-7
- Além da batalha pela Bíblia (1980) ISBN 978-0-89107-195-2
- Liberdade e Autoridade (1981: Conselho Internacional de Inerrância Bíblica)
- Uma espécie de arca de Noé? : O compromisso anglicano com a abrangência (1981) ISBN 978-0-946307-09-8
- Palavras de Deus: Estudos dos Temas Bíblicos Chave (1981) ISBN 978-0-87784-367-2
- Liberdade, Autoridade e Escritura (1982) ISBN 978-0-85110-445-4
- Siga o Espírito: Encontrando a plenitude em nossa caminhada com Deus (1984, reimpresso 2005) ISBN 0-8010-6558-5
- Os Trinta e Nove Artigos: Seu Lugar e Uso Hoje (1984)
- Ao longo do ano com JI Packer (1986) ISBN 978-0-340-40141-5
- Religião da banheira de água quente (1987) ISBN 978-0-8423-1854-9
- Entre os gigantes de Deus: aspectos do cristianismo puritano (1991) ISBN 978-0-86065-452-0
- Uma paixão pela santidade (1992) ISBN 1-85684-043-3
- Redescobrindo a Santidade (1992) ISBN 0-89283-734-9
- Teologia Concisa: Um Guia para Crenças Cristãs Históricas (1993) ISBN 0-8423-3960-4
- Uma busca pela piedade: a visão puritana da vida cristã (1994) ISBN 0-89107-819-3
- Conhecendo o cristianismo (1995) ISBN 978-0-87788-058-5
- Uma paixão pela fidelidade: sabedoria do livro de Neemias (1995) ISBN 978-0-89107-733-6
- Decisões - Encontrando a Vontade de Deus: 6 Estudos para Indivíduos ou Grupos (1996) ISBN 978-0-85111-376-0
- Verdade e Poder: O Lugar das Escrituras na Vida Cristã (1996) ISBN 978-0-87788-815-4
- Vida no Espírito (1996) ISBN 978-0-340-64174-3
- Encontro com Deus (2001) ISBN 978-1-85999-480-1
- Planos de Deus para você (2001) ISBN 978-1-58134-290-1
- Soberania Divina e Responsabilidade Humana (2002)
- Fidelidade e santidade: A testemunha de JC Ryle (2002) ISBN 978-1-58134-358-8
- A Redenção e Restauração do Homem no Pensamento de Richard Baxter (2003, baseado em sua dissertação de Oxford de 1954) ISBN 1-57383-174-3
- Conhecendo Deus ao longo do ano (2004) ISBN 978-0-8308-3292-7
- 18 Palavras: As Palavras Mais Importantes Que Você Conhecerá (2007)
- Orando a Oração do Senhor (2007) ISBN 978-1-58134-963-4
- Afirmando o Credo dos Apóstolos (2008) ISBN 978-1-4335-0210-1
- A fraqueza é o caminho: vida com Cristo, nossa força (2013)
- Finalizando nosso curso com alegria (2014) ISBN 978-1-4335-4106-3
- Escritos mais curtos coletados em quatro volumes

### Na série da Agenda Anglicana
- Levando a fé a sério (2006) ISBN 978-0-9781653-0-7
- Levando a sério a doutrina (2007) ISBN 978-1-897538-00-5
- Levando a sério o arrependimento (2007) ISBN 978-0-9781653-4-5
- Levando a sério a unidade dos cristãos (2007) ISBN 978-0-9781653-6-9

### Coleções
- The JI Packer Collection , editado por Alister McGrath (1999) ISBN 978-0-8308-2287-4
- Escritos mais curtos coletados de JI Packer
  - Volume 1: Celebrando a Obra Salvadora de Deus (1998) ISBN 978-0-85364-896-3
  - Volume 2: Servindo o Povo de Deus (1998) ISBN 978-0-85364-904-5
  - Volume 3: Honrando a Palavra Escrita de Deus (1999) ISBN 978-0-85364-882-6
  - Volume 4: Honrar o Povo de Deus (1999) ISBN 978-0-85364-905-2

### Co-autoria
- O Espírito Dentro de Você: A Posse Negligenciada da Igreja com Alan Stibbs (1979) ISBN 978-0-8010-8142-2
- O Almanaque da Bíblia com Merrill C. Tenney e William White (1980) ISBN 978-0-8407-5162-1
- Cristianismo: O Verdadeiro Humanismo com Thomas Howard (1985) ISBN 1-57383-058-5
- Novo Dicionário de Teologia com Sinclair B Ferguson e David F. Wright (1988) ISBN 978-0-8308-1400-8
- Conhecer e fazer a vontade de Deus com LaVonne Neff (1995) ISBN 978-0-89283-927-8
- Grande poder com Beth Feia (1997) ISBN 978-0-85476-836-3
- Grande Graça com Beth Feia (1997) ISBN 978-0-85476-837-0
- Grande Alegria com Beth Feia (1999) ISBN 978-0-85476-838-7
- Nunca Além da Esperança: Como Deus Toca e Usa Pessoas Imperfeitas com Carolyn Nystrom (2000) ISBN 978-0-8308-2232-4
- Jornal Conhecendo Deus com Carolyn Nystrom (2000) ISBN 978-0-8308-1185-4
- JI Packer responde a perguntas de hoje com Wendy Murray Zoba (2001) ISBN 978-0-8423-3615-4
- A esperança nunca está além da esperança: seis estudos para indivíduos ou grupos com anotações do líder com Carolyn Nystrom (2003) ISBN 978-0-85111-355-5
- Uma fé: o consenso evangélico com Thomas Oden (2004) ISBN 0-8308-3239-4
- Batalha pela alma do Canadá: levantando a geração emergente de líderes (2006) ISBN 978-0-9782022-0-0
- Praying: Encontrando nosso caminho através do dever de encantar com Carolyn Nystrom (2006) ISBN 978-0-8308-3345-0
- Guarda-nos, guia-nos: liderança divina nas decisões da vida com Carolyn Nystrom (2008) ISBN 978-0-8010-1303-4
- Em meu lugar, condenado, ele ficou de pé: comemorando a glória da expiação com Mark Dever (2008) ISBN 978-1-4335-0200-2

### Trabalhos sobre
- Alister E McGrath, Para Conhecer e Servir a Deus: Uma Vida de James I. Packer (1997) ISBN 978-0-340-56571-1
- Alister E McGrath, JI Packer: A Biography (1997) ISBN 978-0-8010-1157-3
- Roger Steer, Guardando o Fogo Sagrado: O Evangelicalismo de John RW Stott, JI Packer e Alister McGrath (1999) ISBN 978-0-8010-5846-2
- Don J Payne, A Teologia da Vida Cristã no Pensamento de JI Packer: Antropologia Teológica, Método Teológico e a Doutrina da Santificação (2006) ISBN 978-1-84227-397-5
- Timothy F. George, JI Packer e o futuro evangélico: o impacto de sua vida e pensamento (2009) ISBN 978-0-8010-3387-2
- Leland Ryken, JI Packer: Uma Vida Evangélica (2015) ISBN 978-1-4335-4252-7